# جودي ميلر
جودي ميلر (بالإنجليزية: Judy Millar)‏ هي رسامة نيوزيلندية، ولدت في 1957 في أوكلاند في نيوزيلندا.

## وصلات خارجية
- الموقع الرسمي